# Polytrichadelphus cuspidirostrum
Polytrichadelphus cuspidirostrum là một loài Rêu trong họ Polytrichaceae. Loài này được (Schimp.) Broth. miêu tả khoa học đầu tiên năm 1905.